# Sidney Aster
Sidney Aster – kanadyjski historyk, profesor emeritus University of Toronto.
Doktorat uzyskał na London School of Economics and Political Science. Specjalizuje się w historii stosunków międzynarodowych i najnowszej historii Wielkiej Brytanii.

## Książki jego autorstwa lub pod jego redakcją
- Dealing With Josef Stalin, The Moscow Blue Book 1939 (2009)
- Appeasement and All Souls: A Portrait with Documents. Cambridge University Press for the Royal Historical Society (2005)
- British Foreign Policy, 1918-1945: A Guide to Research and Research Materials (2nd ed., 1991)
- A.P. Young. Die X-Dokumente: Die geheimen Kontakte Carl Goerdelers mit der britischen Regierung. 1938/1939 (rev. ed.,1989)
- Anthony Eden: A Biography (1976)
- A.P. Young and the "X" Documents, The Secret History of Foreign Office Contacts the German Resistance 1937-1939 (1974)
- 1939: The Making of the Second World War (1973, French ed., 1974, reprinted 1993)